# Spodnje Grušovje
Spodnje Grušovje (prononciation /ˈSpoːdnjɛ ˈɡɾuːʃɔu̯jɛ/) est un petit village de la municipalité de Slovenske Konjice, dans l'est de la Slovénie. Ce territoire fait partie de la région traditionnelle de Styrie. La municipalité fait désormais partie de la région statistique de Savinja. L'autoroute slovène A1 traverse le village.
Un mansio de l'époque romaine connu sous le nom de Mansio Ragando sur la route de Celeia à Poetovio a été identifié. À cette étape s'est arrêté l'anonyme de Bordeaux en 333 ; sur la route de Jérusalem, il a noté sur son itinéraire : mansio Ragindone 12 milles (depuis la mutatio Lotodos).